# Gero Schipmann
Gero Schipmann (* 1988 in Bergisch Gladbach) ist ein deutscher Fusionmusiker (Gitarre, Baritongitarre, Komposition).

## Leben und Wirken
Schipmann erhielt eine musikalische Früherziehung, später Keyboardunterricht, um dann zur Gitarre zu wechseln. Nach Erfahrungen in Jazz, Pop, Rockmusik und Funk absolvierte er ein Vorstudium an der Offenen Jazz Haus Schule Köln bei André Nendza. Von 2009 bis 2014 studierte er an der Hochschule für Musik und Tanz Köln im Jazzstudiengang bei Frank Haunschild, Frank Wunsch und Hubert Nuss. 2015 zog er nach London, um sein Masterstudium an der Guildhall School of Music and Drama aufzunehmen.
Nach einem Aufenthalt von Schipmann auf Island entstand mit Constantin Krahmer, Stefan Rey, Thomas Esch (sowie Theresia Philipp) als Esja4 für Nabel Records das Album Petrichor (2015). Noch in London gründete er mit Johannes Ludwig die Band The Human Element. 2019 zog er wieder zurück nach Köln. Mit dem Quintett Embrace, zu dem auch Ludwig gehörte, nahm er das Album The Human Element (2019) auf. Gemeinsam mit Ludwig entstand 2020 im Corona-Lockdown das Duo The Human Element, das zuerst für den Deutschlandfunk aufnahm und 2023 das Album EP veröffentlichte. „Ihr Sound strahlt Melancholie und Wärme aus, setzt auf Stimmungen und Atmosphären, kann aber auch mit Kraft und Dringlichkeit berühren. Vor allem geht es The Human Element mit ihrer schnörkellosen Musik um den Transport von Emotionen.“ Das Duo spielt auch, erweitert um den Schlagzeuger Alexander Parzhuber, im Trio und veröffentlichte in dieser Besetzung 2024 das Album River.
Schipmann ist auch im Rock- und Pop- sowie im Filmmusikbereich tätig.